# Stay with you (飛輪海の曲)
「Stay with you」（ステイ・ウィズ・ユー）は、2008年5月21日にポニーキャニオンからリリースされた台湾の4人組アイドル・飛輪海（フェイルンハイ）の日本での1stシングルである。

## 概要
表題曲「Stay with you」は日本語オリジナル楽曲であり、BS日テレで放映のドラマ『ろまんす五段活用』のエンディングテーマに起用された。カップリング曲「Heart nest 〜新しい巣 (日本語ヴァージョン)〜」は台湾のドラマ『公主小妹』オープニングテーマ「新窩」の日本語バージョン。
販売形態は初回限定盤A（PCCA-02676）、初回限定盤B（PCCA-70218）と通常盤（PCCA-70217）の3種リリースで、初回限定盤Aには「Stay with you」・「心の中にカウント」・「明日香」のビデオ・クリップを収録したDVDと、初回限定盤Bにはオールカラー20Pミニ写真集が付属されている。 

## 批評
CDジャーナルは、「清潔感あふれるグループのイメージにぴったりの作品となっている。」と評した。

## 収録内容
CD
1. Stay with you [5:04]
作詞・作曲：Shintaro Tanabe、編曲：NATABA
BS日テレ『ろまんす五段活用』エンディングテーマ
日本テレビ系『音楽戦士 MUSIC FIGHTER』オンエア曲
2. Heart nest 〜新しい巣 (日本語ヴァージョン)〜 [3:53]
作詞：仁科薫理、作曲：Michael Lin、編曲：神津裕之
3. Stay with you (Instrumental) [5:04]
4. Heart nest 〜新しい巣 (日本語ヴァージョン)〜 (Instrumental) [3:54]

DVD（初回限定盤Aのみ）
1. 「Stay with you」VIDEO CLIP
2. 「心の中にカウント」VIDEO CLIP
3. 「明日香」VIDEO CLIP